# Hirooki Ogawa
Hirooki Ogawa ( født 5. marts 1925 i Tokyo, Japan - død 19. juli 2017) var en japansk komponist og sanger.
Ogawa studerede først sang, så komposition på Okura Senior Commercial School. Han har skrevet en symfoni , orkesterværker, suiter, balletmusik sange, tvmusik , kammermusik og filmmusik, sidstnævnte som han nok er mest kendt for. Han ville oprindelig være sanger , men skiftede på anbefaling af sin lærer hurtigt til komposition. Hans levende maleriske og melodiske stil har gjort sig bedst i den orkestrale del af hans kompositioner, og især i filmens Verden. Hans symfoni "Castel of Japan" (1968) er et vidnesbyrd til dette.

## Udvalgte værker
- Symfoni "Japans slot" (1968) - for orkester
- "Fantasi med farve" (19?) - (Symfonisk suite) - for orkester